# Jackson (Geòrgia)
Jackson és una població dels Estats Units a l'estat de Geòrgia. Segons el cens del 2000 tenia 3.934 habitants.

## Demografia
Segons el cens del 2000, Jackson tenia 3.934 habitants, 1.510 habitatges, i 996 famílies. La densitat de població era de 323,2 habitants/km².
Dels 1.510 habitatges en un 31,1% hi vivien nens de menys de 18 anys, en un 38,5% hi vivien parelles casades, en un 23% dones solteres, i en un 34% no eren unitats familiars. En el 31,4% dels habitatges hi vivien persones soles el 15,3% de les quals corresponia a persones de 65 anys o més que vivien soles. El nombre mitjà de persones vivint en cada habitatge era de 2,54 i el nombre mitjà de persones que vivien en cada família era de 3,18.
Per edats la població es repartia de la següent manera: un 26,4% tenia menys de 18 anys, un 8,8% entre 18 i 24, un 25,7% entre 25 i 44, un 21,8% de 45 a 60 i un 17,3% 65 anys o més.
L'edat mediana era de 37 anys. Per cada 100 dones de 18 o més anys hi havia 74,3 homes.
La renda mediana per habitatge era de 28.472 $ i la renda mediana per família de 34.773 $. Els homes tenien una renda mediana de 30.331 $ mentre que les dones 20.994 $. La renda per capita de la població era de 15.702 $. Entorn del 16,8% de les famílies i el 21,2% de la població estaven per davall del llindar de pobresa.

## Poblacions més properes
El següent diagrama mostra les poblacions més properes.